# Durchlaufender Posten
Ein durchlaufender Posten ist ein umsatzsteuerrechtlicher Begriff, der auch in der Buchführung verwendet wird. Nach der  Legaldefinition des § 10 Abs. 1 Satz 5 UStG sind dies „Beträge, die der Unternehmer im Namen und für Rechnung eines anderen vereinnahmt und verausgabt“, so dass diese Beträge nur zeitweilig vereinnahmt bzw. verauslagt werden und das Unternehmen somit lediglich als Treuhänder für den Betrag fungiert.
Folge ist, dass als durchlaufende Posten verauslagte Beträge nicht zum steuerpflichtigen Entgelt gehören (§ 10 UStG). Dies führt dazu, dass zwar ggf. der ursprüngliche Rechnungssteller Umsatzsteuer auf seine Leistung zu erheben hat, nicht jedoch der verauslagende Unternehmer.
Im Rechnungswesen stellen durchlaufende Posten regelmäßig erfolgsneutrale, zusammengehörige Einnahmen und Ausgaben dar, zu der auch die Umsatzsteuer gehört.

## Verauslagte Gelder
Bei verauslagten Geldern liegt ein durchlaufender Posten nur dann vor, wenn der Leistende (Rechnungssteller) selbst keinen Anspruch gegen den Unternehmer hat, sondern lediglich unmittelbar gegen den Zahlungspflichtigen, so dass eine unmittelbare Rechtsbeziehung zwischen Leistendem und Zahlungspflichtigem vorliegt. Weitere Voraussetzung ist daher, dass der Leistende eine Rechnung auf den Zahlungspflichtigen und nicht den Unternehmer als Rechnungsempfänger ausstellt. Gewissermaßen streckt der Unternehmer hier lediglich Gelder als Auslage für seinen Kunden, dem Zahlungspflichtigen, im Rahmen des zwischen beiden bestehenden Vertragsverhältnisses vor. Der Zahlungspflichtige ist dem Unternehmer dann regelmäßig zur Erstattung der verauslagten Gelder verpflichtet (§ 670 BGB: „Macht der Beauftragte zum Zwecke der Ausführung des Auftrags Aufwendungen, die er den Umständen nach für erforderlich halten darf, so ist der Auftraggeber zum Ersatz verpflichtet“).
Ein praktisch häufiger Fall von Auslagen, die als durchlaufende Posten umsatzsteuerfrei bleiben, sind von Rechtsanwälten für ihre Mandanten verauslagte Gerichts- oder Gerichtsvollzieherkosten. Hier ist auf den Kostenrechnungen des Gerichts/-vollziehers der ausdrückliche Hinweis „Kostenschuldner ist der Antragsteller“, also der Mandant, zu finden (§ 22 Abs. 1 GKG). In der Anwaltstätigkeit stellen daher regelmäßig nur solche Auslagen durchlaufende Posten dar, die sich nach gesetzlichen Gebührenordnungen bemessen. Anders ist dies dementsprechend bei anderen zur Auftragserfüllung aufgewendeten Kosten, wie beispielsweise Unteraufträgen an andere Rechtsanwälte, vom Anwalt eingeholten Einwohnermeldeauskünften oder von diesem beantragten Akteneinsichten. Hier ist der Rechtsanwalt zunächst selbst Auftraggeber und Rechnungsempfänger der Leistung, so dass er die von ihm verauslagten Kosten wiederum in seine Rechnung als Auslagen – und damit Teil des steuerpflichtigen Entgelts – aufnimmt und darauf die Umsatzsteuer zu erheben hat, da der Mandant zum Ersatz im Rahmen des Mandatsverhältnis verpflichtet ist.
Soweit der Unternehmer selbst zum Vorsteuerabzug berechtigt ist, hat er darauf zu achten, dass er lediglich den von ihm selbst aufgewandten Netto-Betrag in die Rechnung aufnimmt und nur auf diesen Umsatzsteuer erhebt, um eine versehentliche doppelte Umsatzsteuererhebung zu Lasten des Kunden zu vermeiden. Bei durchlaufenden Posten hingegen besteht diese Gefahr nicht, da die Auslagen stets genau in der Höhe, wie tatsächlich vom Unternehmer bezahlt, an den Kunden weitergeleitet werden; ein Vorsteuerabzug durch den Unternehmer kommt hier, da er nicht der Rechnungsempfänger ist, nicht in Betracht. Allenfalls der Empfänger kann, soweit er selbst zum Vorsteuerabzug berechtigt ist, einen solchen geltend machen.

## Vereinnahmte Gelder
Bei vereinnahmten Geldern ist Voraussetzung, dass eine unmittelbare Rechtsbeziehung zwischen Leistendem und Empfänger besteht. Erst nach der Empfangnahme des Geldes durch den Unternehmer besteht eine Pflicht zur Auskehr an den Empfänger. Dieses ergibt sich aus dem zugrundeliegenden Vertragsverhältnis. Somit ist für das Vorliegen eines durchlaufenden Postens Voraussetzung, dass eine unmittelbare rechtliche Beziehung zwischen Leistendem und Empfänger besteht. Eine rein wirtschaftliche Betrachtungsweise ist niemals entscheidend.

## Folgen für die Gewinnermittlung
Einkommensteuerlich ist der durchlaufende Posten eine Betriebseinnahme oder Betriebsausgabe, die im Namen und für Rechnung eines anderen vereinnahmt und verausgabt wird (§ 4 Abs. 3 Satz 2 EStG). Wird der Gewinn nach der Einnahmen-Überschuss-Rechnung ermittelt, gelten durchlaufende Posten nicht als Betriebsausgaben oder -einnahmen (§ 4 Abs. 3 Satz 2 EStG). Bilanzierende Unternehmen müssen durchlaufende Posten aktivieren bzw. passivieren.

## Buchführung
In der Bilanz sind durchlaufende Posten solche Bilanzpositionen, die mit gleich hohen Beträgen auf beiden Bilanzseiten (Aktiva und Passiva) erscheinen und deren Zusammengehörigkeit entweder durch gleich lautende Bezeichnung oder durch andere Hinweise erkennbar gemacht wird. Oft handelt es sich um die Bilanzierung treuhänderisch verwalteter Positionen, die für Dritte empfangen wurden und unverändert weiterzugeben sind. Die Verbuchung durchlaufender Posten erhöht die Bilanzsumme. Im Rechnungswesen gehören auch die Umsatzsteuereinnahmen und -ausgaben dazu.